# Simón de Alcazaba y Sotomayor
Simón de Alcazaba y Sotomayor (Portogallo, 1470 – Chubut, 1535) è stato un esploratore portoghese.
Fu al servizio della corona spagnola e fondò il primo insediamento europeo nel territorio dell'attuale Argentina, un anno prima del tentativo di Pedro de Mendoza di fondare la città di Buenos Aires.

Suddivisione del Sudamerica fra il 1534 e il 1536, secondo le capitolazioni del 21 maggio 1534.

Con le Capitolazioni di Toledo, firmate dal re di Castiglia il 26 luglio del 1529, fu concesso a Francisco Pizarro un territorio esteso per 200 leghe verso sud, partendo dalla foce del Rio Santiago (1° 20'N a 9° 57'S) per costituire il Governatorato della Nuova Castiglia. Altre 200 leghe a sud della giurisdizione di Francisco Pizarro (fino ai 21° 6,5' S), furono assegnate a Simón de Alcazaba y Sotomayor, che fu nominato governatore e capitano generale del Governatorato della Nuova León. Tuttavia Alcazaba y Sotomayor non riuscì a terminare la spedizione ed il re progettò (nel 1530 e 1531) di assegnare i territori da Chincha fino allo stretto di Magellano alla famiglia tedesca dei Fugger.
Il 4 maggio del 1534 il re Carlo V ampliò la concessione territoriale in favore di Pizarro estendendola di altre 70 leghe a sud nel territorio che era stato precedentemente assegnato ad Alcazaba y Sotomayor, fino quasi ai 14°S di latitudine.
Il 21 maggio del 1534 il re nominò e firmò altre tre capitolazioni per l'esplorazione e l'occupazione dei territori americani, stabilendo province e governatorati per 200 leghe di lunghezza da nord a sud comprendendo il Governatorato della Nuova León, assegnato a Simón de Alcazaba y Sotomayor, dall'oceano Atlantico all'oceano Pacifico, a sud del parallelo dei 36° S fino ai 48° 22,25'S.
Parte del testo della capitolazione de Alcazaba y Sotomayor:
(Capitolazione di Simón de Alcazaba y Sotomayor, 1529)
Simón de Alcazaba y Sotomayor partì dal porto di Sanlúcar de Barrameda il 21 settembre del 1534, con una spedizione composta da 250 uomini e due navi; egli era al comando della nave Madre de Dios mentre la nave San Pedro era comandata da Rodrigo Martínez. All'inizio del 1535 giunsero allo stretto di Magellano con l'intenzione di attraversare l'oceano Pacifico, però le condizioni climatiche sfavorevoli lo impedirono. La spedizione si diresse allora verso nord, lungo le coste dell'oceano Atlantico, ed il 9 marzo del 1535 Alcazaba fondò nella Caleta Hornos, 29 chilometri a sud dell'attuale località di Camarones, nella provincia del Chubut, il Puerto de los Leones.
Morì in una rivolta insieme a molti dei suoi compagni.